# Кристиан Моргенщерн
Кристиан Моргенщерн (на немски: Christian Morgenstern), с цяло име Кристиан Ото Йозеф Волфганг Моргенщерн, е германски поет, фейлетонист, драматург и преводач.

## Биография
Кристиан Моргенщерн е роден в Мюнхен в семейството на художник.
Десетгодишен Моргенщерн загубва майка си, която страда от белодробна туберкулоза. Младостта си прекарва в Бреслау (днес Вроцлав), където баща му получава назначение в Кралското художествено училище. На шестнадесет години Моргенщерн съчинява трагедията „Александър Български“ (1887), която не е запазена. Прекъсва обучението си и по желание на бащата се записва във военно училище, с намерението да стане офицер. Скоро обаче се връща в гимназията и когато я завършва, следва икономически науки и право, а по-късно философия и история на изкуството. На двадесет и две годишна възраст заболява от туберкулоза и прекарва дълго време по санаториуми, където се вдълбочава в творчеството на Фридрих Ницше. Предприема продължителни пътувания в Швейцария и Италия.

## Творчество
През 1894 г. Моргенщерн се преселва в Берлин, където работи като журналист и публикува хумористично-фантастичната стихосбирка „В замъка на Фанта“ (1895), а също романтическите си книги със стихове „По много пътища“ (1897) и „Аз и светът“ (1898). Междувременно превежда Стриндберг и Ибсен и една година пътешества из Норвегия. Спечелва си име с блестящите си афоризми и с пронизаните от меланхолична ирония и гротескно остроумие „Песни под бесилото“  (1905), повлияни от идейния свят на Шопенхауер и Ницше и подготвили естетиката на дадаизма и на модерните „конкретна поезия“ и „звукова поезия“. Моргенщерн публикува и книгата си „Меланхолия. Нови стихотворения“ (1906) – съдържаща първата му мистична „природна лирика“.

## Теософия
През 1909 г. поетът се запознава с Рудолф Щайнер, с когото до края на живота си го свързва тясна дружба. Късното творчество на Моргенщерн получава религиозна окраска в духа на антропософското боготърсачество. Поетът умира от туберкулоза в Мерано, Южен Тирол, месеци преди избухването на Първата световна война.

## Влияние
По стихове на Моргенщерн са създали музикални творби Паул Хиндемит, Фридрих Гулда и други композитори.
Самотна невестулка

засвири на цигулка

под ледена висулка.

Кажете, тази твар

защо тъй стори?

В нощта ми отговори

небесният стражар

със жар неповторима:

Тоз авангар-

ден звяр

го стори, за да има рима.

1905 